# 이호철통일로문학상
이호철통일로문학상은 은평구에서 50여 년 동안 작품 활동을 한 통일문학의 대표 문인인 故 이호철 작가의 문학 활동과 통일 염원 정신을 기리기 위해, 故 이호철 작가 서거 1주기를 맞아 2017년 은평구에서 제정한 문학상이다.
시상 분야로는 본상인 '이호철통일로문학상'과 국내상인 '이호철통일로문학상 특별상'이 있으며, 매년 시상한다. 본상 수상자는 언어와 국적에 관계없이 현재 활동 중인 생존작가를 대상으로 하며, 전 지구적 차원에서 일어나고 있는 분쟁, 젠더, 난민, 인종, 차별, 폭력, 전쟁 등으로 발생하는 문제를 문학적 실천을 통해 극복하고자 노력하는 작가 중 선정하여 시상한다. 본상 수상자에게는 상패와 상금 5천만원을, 국내 젊은 작가를 대상으로 하는 특별상 수상자에게는 상패와 상금 2천만원이 주어진다.

## 역대 수상 작가
| 회    | 연도 | 수상 작가                               | 국적                                  |
| ----- | ---- | --------------------------------------- | ------------------------------------- |
| 제1회 | 2017 | 김석범 (1925~)                          | 일본 (재일교포)                       |
| 제2회 | 2018 | 사하르 칼리파 Sahar Khalifeh (1941~)    | Palestine                             |
| 제3회 | 2019 | 누르딘 파라 Nuruddin Farah (1945~)      | The Republic of South Africa (Somali) |
| 제4회 | 2020 | 아룬다티 로이 Arundhati Roy (1961~)     | India                                 |
| 제5회 | 2021 | 예니 에르펜베크 Jenny Erpenbeck (1967~) | Germany                               |
| 제6회 | 2022 | 옌롄커 Yan Lianke (1958~)               | China                                 |
| 제7회 | 2023 | 메도루마 슌 Medoruma Shun               | Japan                                 |
| 제8회 | 2024 | 애나 번스 Anna Burns                    | Ireland                               |

## 역대 특별상 수상 작가
| 회    | 연도 | 수상 작가 | 수상 작품                                    |
| ----- | ---- | --------- | -------------------------------------------- |
| 제1회 | 2017 | 김 숨     | 『한 명』                                    |
| 제2회 | 2018 | 송경동    | 『나는 한국인이 아니다』(시집)               |
| 제3회 | 2019 | 김종광    | 『놀러 가자고요』                            |
| 제4회 | 2020 | 김혜진    | 『9번의 일』                                 |
| 제5회 | 2021 | 심윤경    | 『영원한 유산』                              |
| 제6회 | 2022 | 장마리    | 『시베리아의 이방인들』                      |
| 제7회 | 2023 | 진은영    | 『나는 오래된 거리처럼 너를 사랑하고』(시집) |
| 제8회 | 2024 | 김멜라    | 『없는 층의 하이쎈스』                       |